# Peter Moore Smith
Peter Moore Smith, född 1965 i Panama, är en amerikansk författare.
Smiths far var arméöverste och militärdomare, och hans mor var psykiatriker och socialarbetare. Hans äldre syster är skådespelerskan Julianne Moore. År 1995 flyttade han från New York till Virginia för att spela med ett rockband, och började där arbeta på en reklambyrå samt skrev filmmanus och gav ut noveller i olika tidskrifter. Han har även varit bosatt i Tyskland.
Smiths novell Oblivion, Nebraska tilldelades Pushcart Prize 2000. Samma år kom hans debutroman Raveling (2000), som kom i svensk översättning 2001 under titeln Fällan. Den nominerades till Edgarpriset för bästa debutroman. Även romanen Los Angeles (2005) finns översatt till svenska.

## Romaner
- 2000: Raveling (Fällan, 2001)
- 2002: Strange Bliss
- 2005: Los Angeles (Los Angeles, 2005)